# Piero De Stefanis
Piero De Stefanis (Voghera, 30 agosto 1914 – ...) è stato un calciatore italiano, di ruolo attaccante.

## Carriera
Conta 3 presenze ed un gol in Serie A con l'Alessandria. Disputa due anni in Serie B con il Pavia con 48 presenze e 18 reti, e gioca in Serie C con Vigevano, Reggiana e Savigliano.

## Palmarès

### Club

#### Competizioni nazionali
- Prima Divisione: 1

Pavia: 1932-1933